# Gino Pinelli
Gino Pinelli (Treviso, 26 aprile 1882 – Rovigo, 26 aprile 1949) è stato un pittore, incisore e insegnante d'arte italiano.
Formatosi a Venezia con Guglielmo Ciardi, fu paesaggista di notevole suggestione.
Coltivò anche l'incisione, segnalandosi per scene di genere, vedute campestri e nature morte.
Insegnò disegno per molti anni all'istituto tecnico di Rovigo.